# 瑶山乡 (淳安县)
瑶山乡，中国浙江省西北部淳安县下辖的一个乡。

## 行政区划
瑶山乡现辖：
爱国村、张家村、琅洞村、幸福村、贡坑村、双共村、天坪村、何家村、富岩村、浪坑源村和岭后源村。